# Pediatric Glasgow Coma Scale
La Pediatric Glasgow Coma Scale è l'equivalente per bambini di età inferiore ai 36 mesi della Glasgow Coma Scale.
A ogni tipo di stimolo viene assegnato un punteggio, e la somma dei tre punteggi costituisce l'indice GCS; in alternativa, tale indice può venire espresso in forma analitica (EVM) con i tre punteggi separati. L'indice può andare da 3 oppure E1V1M1 (coma profondo) a 15 oppure E4V5M6 (paziente sveglio e cosciente).

## Eye response (risposta oculare)
- 1 - Nessuna
- 2 - Al dolore
- 3 - Alla parola
- 4 - Spontanea

## Verbal response (risposta verbale)
- 1 - Nessuna
- 2 - Grida
- 3 - Suoni
- 4 - Parole
- 5 - Orientata

## Motor response (risposta motoria)
- 1 - Nessuna
- 2 - Estensione al dolore
- 3 - Flessione al dolore
- 4 - Retrazione al dolore
- 5 - Localizzazione del dolore
- 6 - In grado di obbedire ai comandi

## Osservazioni

### Nei primi 6 mesi
La risposta verbale usuale è urlare, alcuni bambini danno risposte verbali in questo periodo. Lo score verbale normale atteso è 2.
La miglior risposta motoria è la flessione. Lo score motorio normale atteso è 3.

### Da 6 a 12 mesi
Il bambino normale fa rumori: lo score verbale normale atteso è 3.
Il bambino di solito localizza il dolore ma non obbedisce ai comandi: score motorio normale atteso 4.

### Da 12 mesi a 2 anni
Parole riconoscibili sono attese: lo score verbale normale atteso è 4.
Il bambino di solito localizza il dolore ma non obbedisce ai comandi: lo score motorio normale atteso è 4.

### Da 2 anni a 5 anni
Parole riconoscibili sono attese: lo score verbale normale atteso è 4.
Il bambino di solito obbedisce ai comandi: lo score motorio normale atteso è 5.

### Dopo 5 anni
L'orientamento è definito come consapevolezza di essere in ospedale: lo score verbale normale atteso è 5.

## Paragone: GCS per adulti e per bambini
| ADULTI           | 1                   | 2                                | 3                                        | 4                                            | 5                                             | 6                    |
| ---------------- | ------------------- | -------------------------------- | ---------------------------------------- | -------------------------------------------- | --------------------------------------------- | -------------------- |
| Apertura occhi   | Nessuna             | Allo stimolo doloroso            | Allo stimolo verbale                     | Spontanea                                    | N/A                                           | N/A                  |
| Risposta verbale | Nessun suono emesso | Suoni incomprensibili            | Parla e pronuncia parole, ma incoerenti  | Confusione, frasi sconnesse                  | Paziente orientato, conversazione appropriata | N/A                  |
| Risposta motoria | Nessuna risposta    | Estensione allo stimolo doloroso | Anormale flessione allo stimolo doloroso | Flessione / Ritrazione allo stimolo doloroso | Localizzazione dello stimolo doloroso         | Obbedisce ai comandi |

| BAMBINI          | 1                | 2                                | 3                                        | 4                                | 5                                     | 6                    |
| ---------------- | ---------------- | -------------------------------- | ---------------------------------------- | -------------------------------- | ------------------------------------- | -------------------- |
| Apertura occhi   | Nessuna          | Al dolore                        | Alla parola                              | Spontanea                        | N/A                                   | N/A                  |
| Risposta verbale | Nessuna risposta | Grida                            | Suoni                                    | Parole                           | Orientata                             | N/A                  |
| Risposta motoria | Nessuna risposta | Estensione allo stimolo doloroso | Anormale flessione allo stimolo doloroso | Retrazione allo stimolo doloroso | Localizzazione dello stimolo doloroso | Obbedisce ai comandi |

Le differenze ricadono solo nelle risposte verbali che nel bambino non possono essere valutate come nell'adulto.